# Ruhrschifffahrt

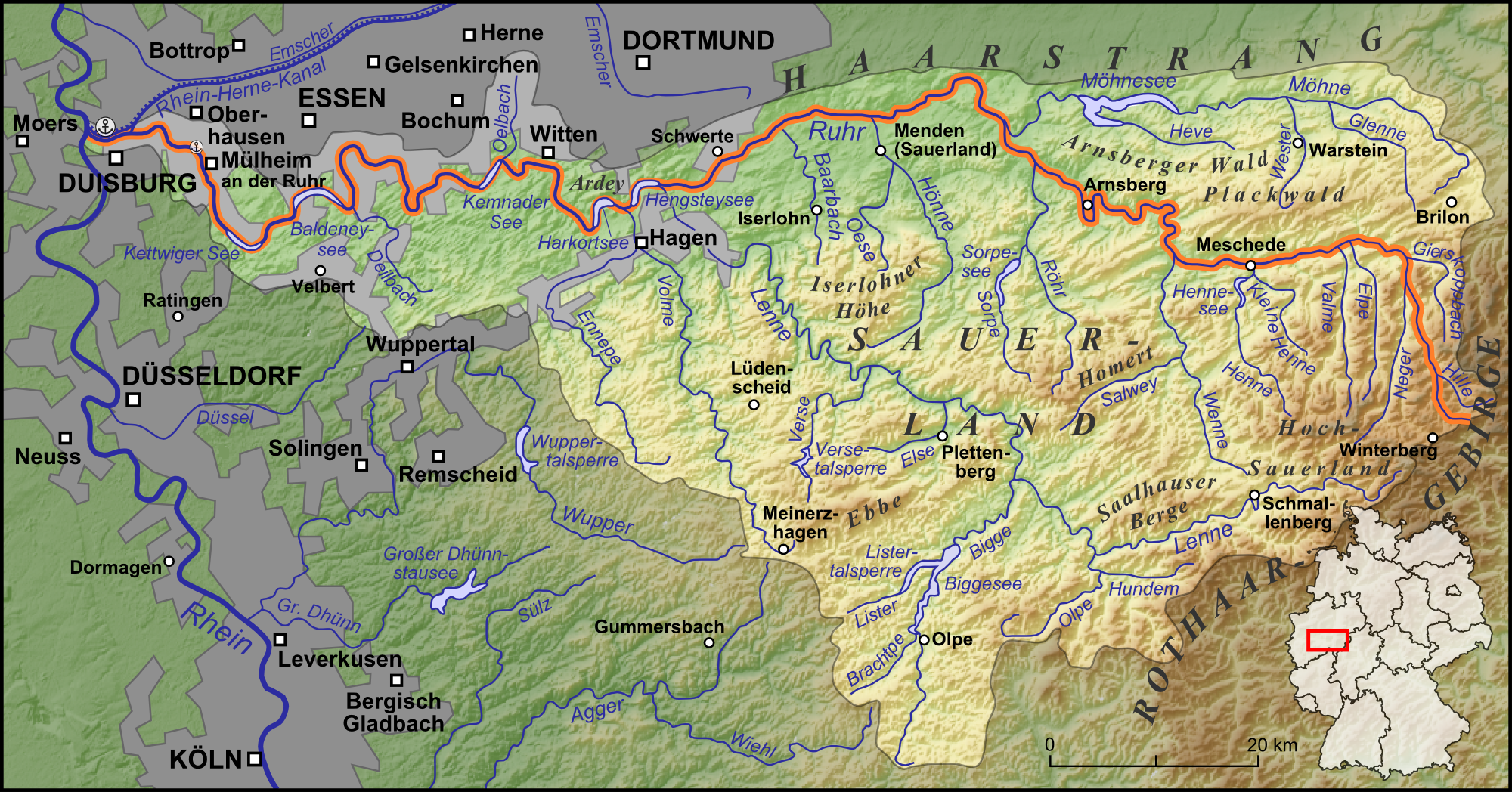
Die Ruhr – einst schiffbar zwischen Fröndenberg und Ruhrort

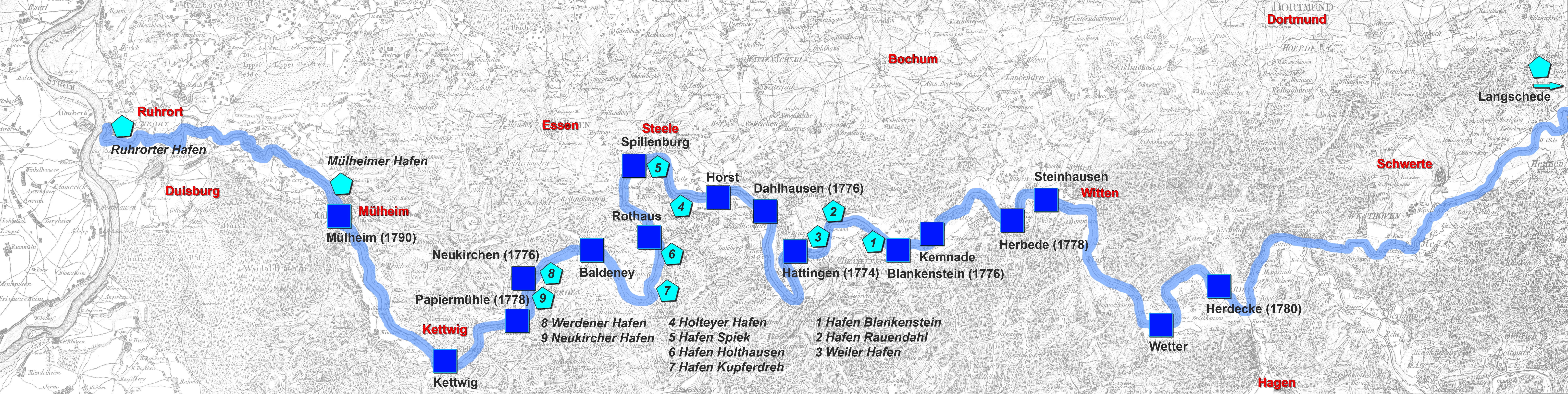
Übersicht über die Schleusen und Häfen auf der zum Schiffbau ausgebauten Ruhr

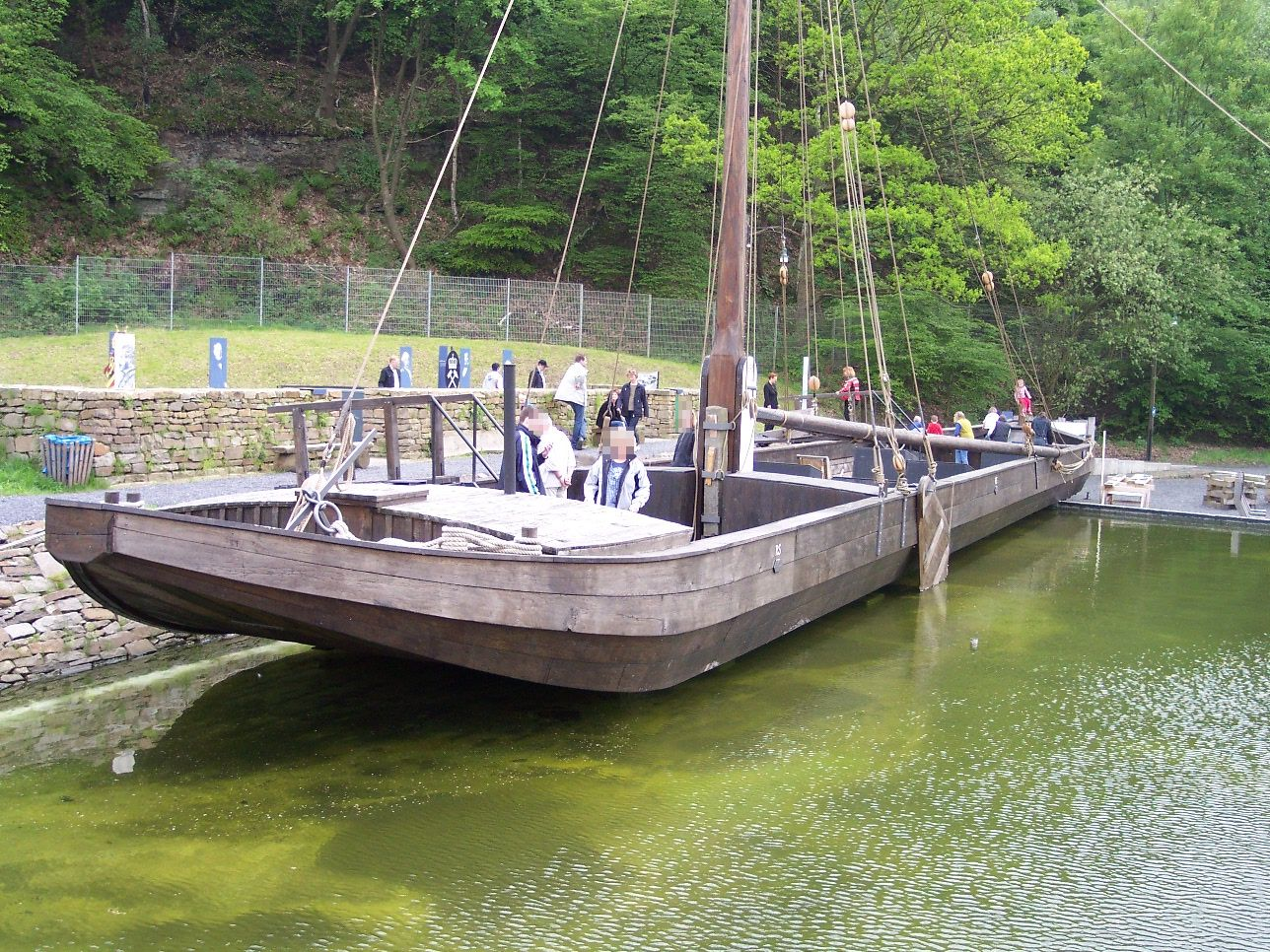
Nachbau einer Ruhraak auf dem Gelände der Zeche Nachtigall, Witten

Die Geschichte der Ruhrschifffahrt spiegelt die Historie der Schifffahrt auf der Ruhr wider, die dem sich nördlich des Unterlaufs des Flusses erstreckenden Ruhrgebiet seinen Namen gab. Der Zeitrahmen reicht vom Mittelalter und später im Besonderen vom Ende des 18. Jahrhunderts über das gesamte 19. Jahrhundert, in dem die Frachtschifffahrt aufgrund des Ruhrbergbaus ihren Höhepunkt erreichte, bis zur Fahrgastschifffahrt der heutigen Zeit.

## Geschichte
Bereits seit dem Mittelalter wurde der Flusslauf der Ruhr genutzt. So verlieh Kaiser Konrad II. der Abtei Werden 1033 das Zollrecht an der zwischen Werden und der Mündung betriebenen Schifffahrt, die meist dem Fischfang diente. Aufgrund der Zersplitterung in zahlreiche kleine Staaten kam sie allerdings nie über eine lokale Bedeutung hinaus.
Eine alte Ruhrmündung, die nahe der Duisburger Altstadt vor dem Stapeltor auf einen Altarm des Rheins traf, wurde im Mittelalter wahrscheinlich als Hafen genutzt.
Nach dem Dreißigjährigen Krieg um 1660 wurde der Entschluss der klevisch-märkischen Regierung gefasst, die Ruhr schiffbar zu machen, um Kohle des frühen Bergbaus aus dem märkischen Ruhrtal nach Holland zu befördern. Streitigkeiten zwischen den Territorien verhinderten jedoch mehrfach eine Schiffbarmachung der Ruhr. 1770 gründete der Kettwiger Tuchmacher Hermann Wilhelm Engels (1734–1776) zusammen mit dem Werdener Abt Anselm Sonius (1757–1774) eine erste Schifffahrtsgesellschaft.
Auf Geheiß des preußischen Königs Friedrich II. wurde die Ruhr bis Langschede bei Fröndenberg schiffbar gemacht. Die Schiffer mussten in dieser Zeit auf einer Reise flussaufwärts sechs politische Territorien durchqueren: das Herzogtum Kleve (Preußen), die Herrschaft Broich (Leiningen-Dagsburg) bei Mülheim, das Herzogtum Berg (Kurpfalz-Bayern) bei Kettwig, das Reichsstift Werden, das Reichsstift Essen bei Steele und die Grafschaft Mark (Preußen).
Die Ruhr diente vor allem dem Transport von Steinkohle, aber auch Salz aus der königlichen Saline Königsborn bei Unna, Getreide und anderer Güter aus dem Ruhrtal und benachbarten Tälern. Beim Ausbau der Ruhr waren zahlreiche Schwierigkeiten zu überwinden, wie Klippen, Sand- und Kiesbänke. Neben den zahlreichen flachen und steilen Abschnitten, welche den Bau von Schleusen erforderlich machten, waren für die Anlage des Leinpfades Grundstücke entlang der Ruhr notwendig. Besonders die Abtei Werden und das Stift Essen wehrten sich gegen die Abgabe von Grundstücken, da durch Schiffbarmachung die märkische Kohle einen günstigen Transportweg erhielt und somit zur Konkurrenz für Essener Kohle wurde.
Ein weiteres Problem bei der Ruhrschifffahrt war das Umladen der Transportgüter an den zahlreichen Wehren (auch Schlagden genannt). Holz, Salz und Kalk vertrugen dies. Es sollte jedoch hauptsächlich Steinkohle befördert werden, worunter die Qualität der Kohle durch Bruch sehr litt. Dies war auch ein Hemmnis, denn die Abnehmer in der Grafschaft Kleve und am Rhein wollten Stückkohlen. Der Bau von Schleusen war also notwendig. Die Kohlen wurden an den Kohlenniederlagen übernommen.
In den Jahren 1774 bis 1780 wurden nach langen Verhandlungen zwischen Duisburg und Langschede 16 neue Schleusen angelegt. Somit war die Ruhr von Fröndenberg bis zur Mündung schiffbar. Der Ausbau bis Fröndenberg war nötig, um das Salz der Saline Königsborn zu verschiffen. In Hochzeiten wurden bis zu 80 Schiffe täglich geschleust. Zumeist bestanden die Schleusen aus Holz, später wurden sie mit Mauerwerk erneuert. Zuvor hatten die Stauwehre nur der Energiegewinnung zum Mühlenbetrieb gedient. Heute dienen die Wehre in erster Linie der Wasserwirtschaft. Herzstück der Ruhrschifffahrt waren die Duisburger Häfen. Am 10. Mai 1781 wurde die die „Königliche Preußische Wasser- und Ufer-Ordnung für den Ruhr-Strom, in der Grafschaft Mark“ erlassen. 
Auch die Schiffbarmachung der nördlich gelegenen Emscher von Crange bis zum Rhein war von 1767 bis 1774 mit der Preußischen Regierung verhandelt, aber ergebnislos geblieben. Somit boomte die Ruhrschifffahrt und machte die Ruhr seinerzeit zu den meistbefahrenen Flüssen Europas. Die Schleusen oberhalb von Witten wurden ab dem Jahr 1801 aufgegeben. Durch das geringe Frachtaufkommen im Salztransport zahlte sich ein Unterhalt nicht mehr aus.
Unter der Preußischen Regierung wurde die Ruhr reguliert und zahlreiche Untiefen beseitigt. Buhnen sorgen dafür, dass auch bei Niedrigwasser eine Fahrrinne besteht. Die Zustände von diesen sowie anderen Bauwerken wurden jährlich von der zuständigen Ruhrschifffahrtsverwaltung kontrolliert.
Den Höhepunkt erreichte die Schifffahrt 1860, als mit den Ruhraaken 867.734 Tonnen Steinkohle aus dem Ruhrbergbau nach Duisburg verschifft wurden. Nach Eröffnung der Ruhrtal-Bahn (1872 bis 1876) verlor die Ruhrschifffahrt an Bedeutung. So fiel die Transportleistung parallel zum Bau der Bahn von Styrum nach Hagen auf knapp über 100.000 Tonnen im Jahr 1876 ab. Als Gegenreaktion wurde im Jahr 1886 in Witten unter reger Beteiligung des Ingenieurs Julius Greve, Sohn des ehemaligen Bochumer Bürgermeisters Max Greve, der Verein zur Kanalisierung der Ruhr gegründet, der sich jedoch nicht behaupten konnte. 1889 passierte das letzte Kohlenschiff die Schleuse in Mülheim.

### Historische Schiffe

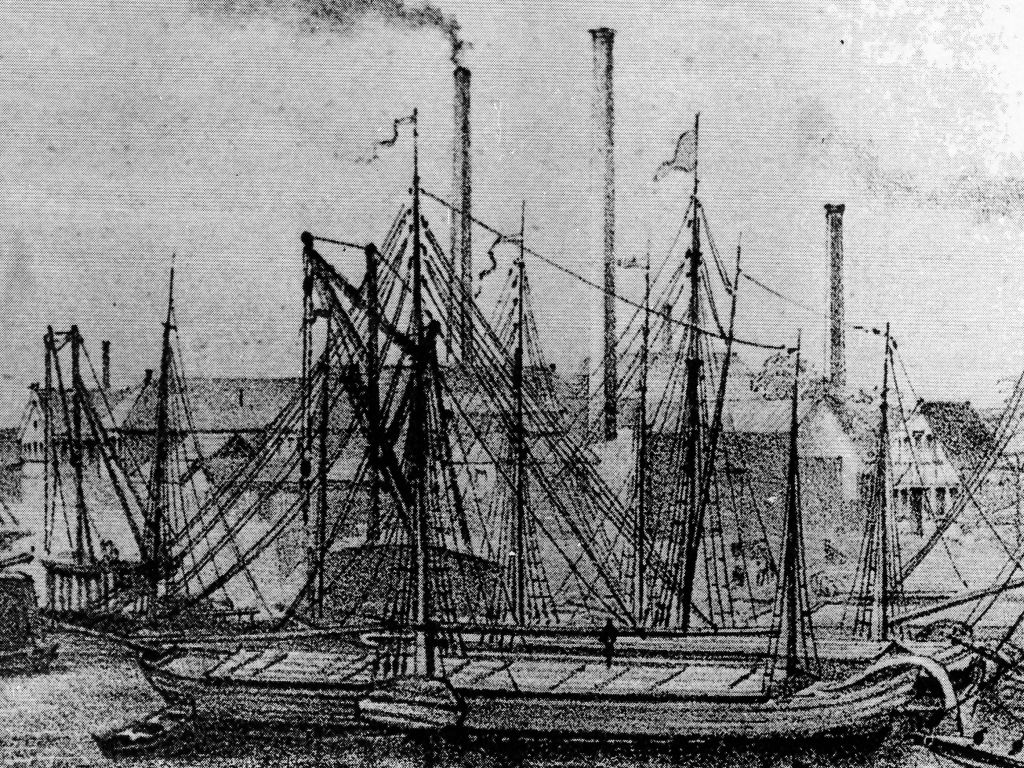
Ruhrschiff um 1870, Duisburg

Die Ruhraaken (Sing.: die Ruhraak) waren Plattbodenschiffe, die früher für den Transport von Kohle auf der Ruhr verwendet wurden. Ähnliche Typenvarianten der Aaken waren die Kölner Aak und die Dorstener Aak.
Der Schiffstyp der Ruhraaken war dem niedrigen Fahrwasser im Sommer und der Größe der Schleusen angepasst. Die Schiffe besaßen eine Länge von 34 bis 38 Meter und eine Breite von fünf Metern. Die Bordwand war 1 Meter hoch. Da die Ladung meistens aus wetterfester Kohle bestand, mussten die Laderäume nicht gedeckt werden. Durch die Bauweise und Gewichtsersparnis betrug der Tiefgang je nach Quelle um 0,80 Meter bis zu nur 0,23 Meter (unklar ist in den Quellen, ob letztes der beladene oder der Eigentiefgang ist). Geladen werden konnten zwischen 90 und 165 Tonnen.
Ruhraufwärts wurden die Ruhraaken, unterstützt durch Segel, von am Ufer laufenden Pferdegespannen, mit bis zu 400 Meter langen Leinen, auf dem sogenannten Leinpfad (auch Linnepad) getreidelt. Ruhrabwärts ging es meist nur mit der Strömung. Unterstützt wurden die Schiffer dabei von einheimischen Steuerleuten. Die Besatzung bestand aus dem Aakesbaas oder Kapitän, dem Vordermann, zwei Ruderknechten und dem Steuermann als Lotsen. Jeder Aak besaß eine Kajüte als Wohnraum für den Aakesbaas.
Bei einer Qualifizierungsmaßnahme für arbeitslose Jugendliche in Mülheim an der Ruhr wurde ab dem Jahr 2000 eine Ruhraak originalgetreu nachgebaut. Da die Werften im 19. Jahrhundert ohne Zeichnungen arbeiteten, dienten als Quellen unter anderem alte Vertragsunterlagen mit Baubeschreibungen sowie die Ergebnisse einer damaligen Wirtschaftsspionage. Die Ruhraak-Replik steht heute im Industriemuseum auf der Zeche Nachtigall in Witten.

### Treidelpfade

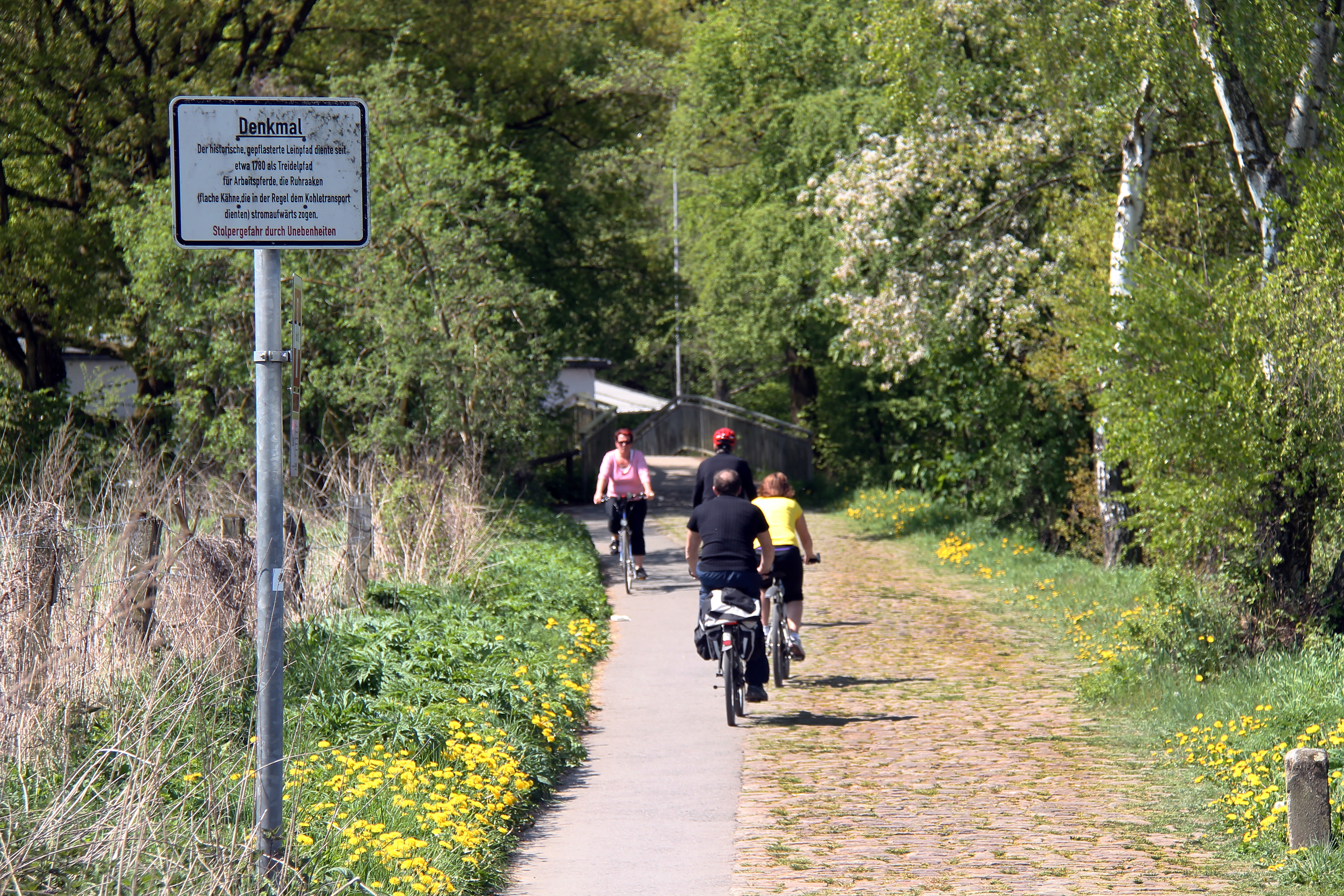
Leinpfad am Holteyer Hafen, Zustand 2013

Die heute zumeist gut ausgebauten, fast überall asphaltierten ehemaligen Treidel- bzw. Leinpfade der Ruhrschifffahrt teilen sich heute Fußgänger und Radfahrer. Sie sind nunmehr Teil des Ruhrtalradwegs. Authentische Abschnitte mit originalem Pflaster bestehen unter anderem in Stiepel zwischen der Schleuse und der Kosterbrücke, am Leinpfad unterhalb des Isenbergs und an der Brücke am ehemaligen Holteyer Hafen.

### Schleusen
Die historischen Schleusen besaßen eine genormte Kammerlänge von etwa 44,5 und eine Breite von etwa 5,4 Metern. Daneben befanden sich oftmals Häuser für die Schleusenwärter. Bei den modernen Schleusen wurde hiervon abgewichen.
Zu den Schleusen zählen (in Klammern die Flusskilometer ab der Mündung):
| Schleuse                                     | km   | Errichtung            | Bemerkung | Bild |
| -------------------------------------------- | ---- | --------------------- | --- | ---- |
| Ruhrschleuse Duisburg                        | 2,5  | 1926                  | 1942–1956 neu errichtet |      |
| Ruhrschleuse Raffelberg, Mülheim an der Ruhr | 7,8  | 1914–1928             | 1999–2006 neu errichtet |      |
| Ruhrschleuse Mülheim                         | 12,6 | 1779–1780             | 1843–1845 an der heutigen Stelle neu erbaut. |      |
| Schleuse Kettwiger See, Essen                |      |                       | In den 1940ern neu gebaut am rechten Ufer. |      |
| Schleuse Kettwig, Essen                      | 21,5 | 1779–1780             | |      |
| Papiermühlenschleuse Werden, Essen           |      | 1777–1778             | außer Betrieb, da durch Aufstauung des Kettwiger Sees das Wehr entfallen konnte |      |
| Schleuse Neukirchen, Essen                   |      | 1777–1778             | durch Aufstauung des Baldeneysees trockengefallen, außer Betrieb |      |
| Schleuse Baldeney                            | 29,3 | 1931–1932             | in Betrieb, am Baldeneysee |      |
| alte Schleuse Baldeney                       |      |                       | versunken durch Aufstauung des Baldeneysees, |      |
| Schleuse Rohmannsmühle                       | 38,4 | 1774                  | außer Betrieb, da durch Aufstauung des Baldeneysees das Wehr entfallen ist |      |
| Schleuse Spillenburg                         | 42,0 |                       | Grenze der Schiffbarkeit für Motorschiffe, ursprüngliche Schleuse durch Neubau am anderen Ruhrufer ersetzt. |      |
| Schleuse Horst, Essen                        | 47,4 | 1774–1775             | |      |
| Schleuse Dahlhausen, Hattingen               | 49,9 | 1774 Beginn des Baues | Schleusenbauwerk aus Sandstein mit Stahltoren, Neubau von 1844 in Nachfolge der vorherigen Schleuse, in den 1990er Jahren saniert, seit 1988 technisches Denkmal (A 295)                                                                                         |      |
| Schleuse Hattingen                           | 57,5 | 1774 Beginn des Baues | Schleusenbauwerk aus Sandstein mit Holztoren und erhaltenen Vorrichtungen für den Handbetrieb, Neubau von 1819/20 in Nachfolge der vorherigen, 1778 fertiggestellten Schleuse; seit Ende des 19. Jahrhunderts nicht mehr in Betrieb; technisches Denkmal (A 296) |      |
| Schleuse Blankenstein, Bochum-Stiepel        | 61,8 | 1776–1780             | Erneuerte Bau von 1882, denkmalgeschützt. |      |
| Schleuse Kemnade, Bochum-Stiepel             | 64,3 |                       | |      |
| Herbeder Schleuse, Witten                    | 69,2 | 1776–1778             | 1943 zerstört. 1981–1983 wiederhergestellt. |      |
| Steinhauser Schleuse, Witten                 |      | 1780                  | 1856 abgegangen. |      |
| Schleuse Witten                              |      |                       | |      |
| Schleuse Wetter                              | 82,6 |                       | |      |
| Schleuse Herdecke                            |      |                       | [ 8 ] [ 9 ] [ 10 ] |      |
| Schleuse Stiftsmühle                         |      | 1938                  | 2017 wiederhergestellt |      |
| Schleuse Hengsteysee                         |      |                       | am Hengsteysee |      |

### Häfen
Für die Ruhrschifffahrt wurden Häfen angelegt, in denen die Schiffe Schutz vor Hochwasser und Eisgang fanden.
| Hafen            | km | Errichtung | Bemerkung        | Abbildung                                                 |
| ---------------- | -- | ---------- | ---------------- | --------------------------------------------------------- |
| Ruhrorter Hafen  |    | ab 1716    |                  |                                                           |
| Mülheimer Hafen  |    |            |                  |                                                           |
| Neukircher Hafen |    |            |                  |                                                           |
| Werdener Hafen   |    |            |                  |                                                           |
| Hafen Kupferdreh |    |            |                  |                                                           |
| Hafen Holthausen |    |            |                  |                                                           |
| Hafen Spiek      |    |            |                  |                                                           |
| Holteyer Hafen   |    | 1837/1838  | 1880 stillgelegt | Einfahrt in den ehemaligen Holteyer Hafen, Essen-Überruhr |
| Weiler Hafen     |    |            |                  |                                                           |
| Rauendahl        |    |            |                  |                                                           |
| Blankenstein     |    |            |                  |                                                           |

## Heutige Schifffahrt

### Güterverkehr

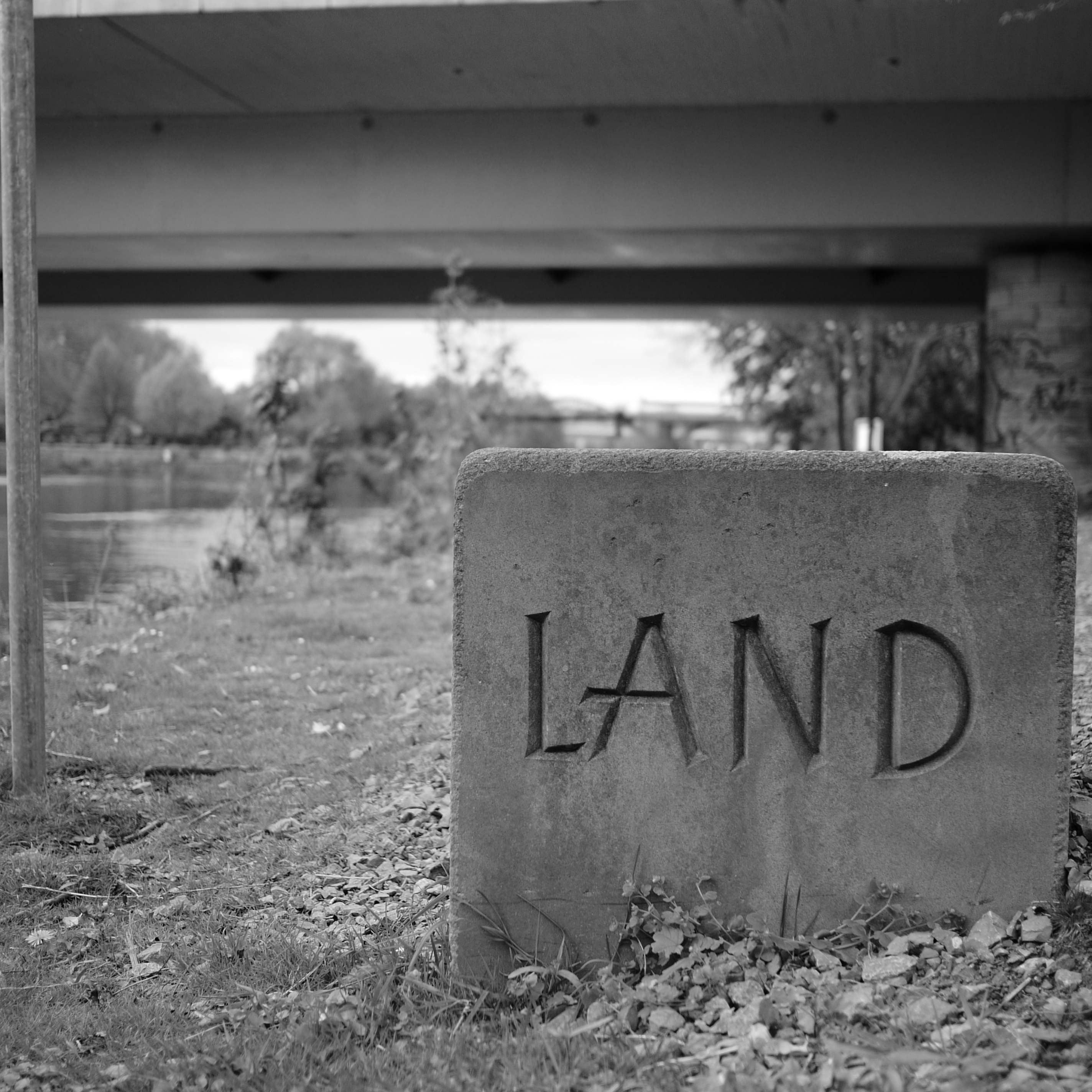
Grenze zwischen Bundes- und Landeswasserstraße in Mülheim

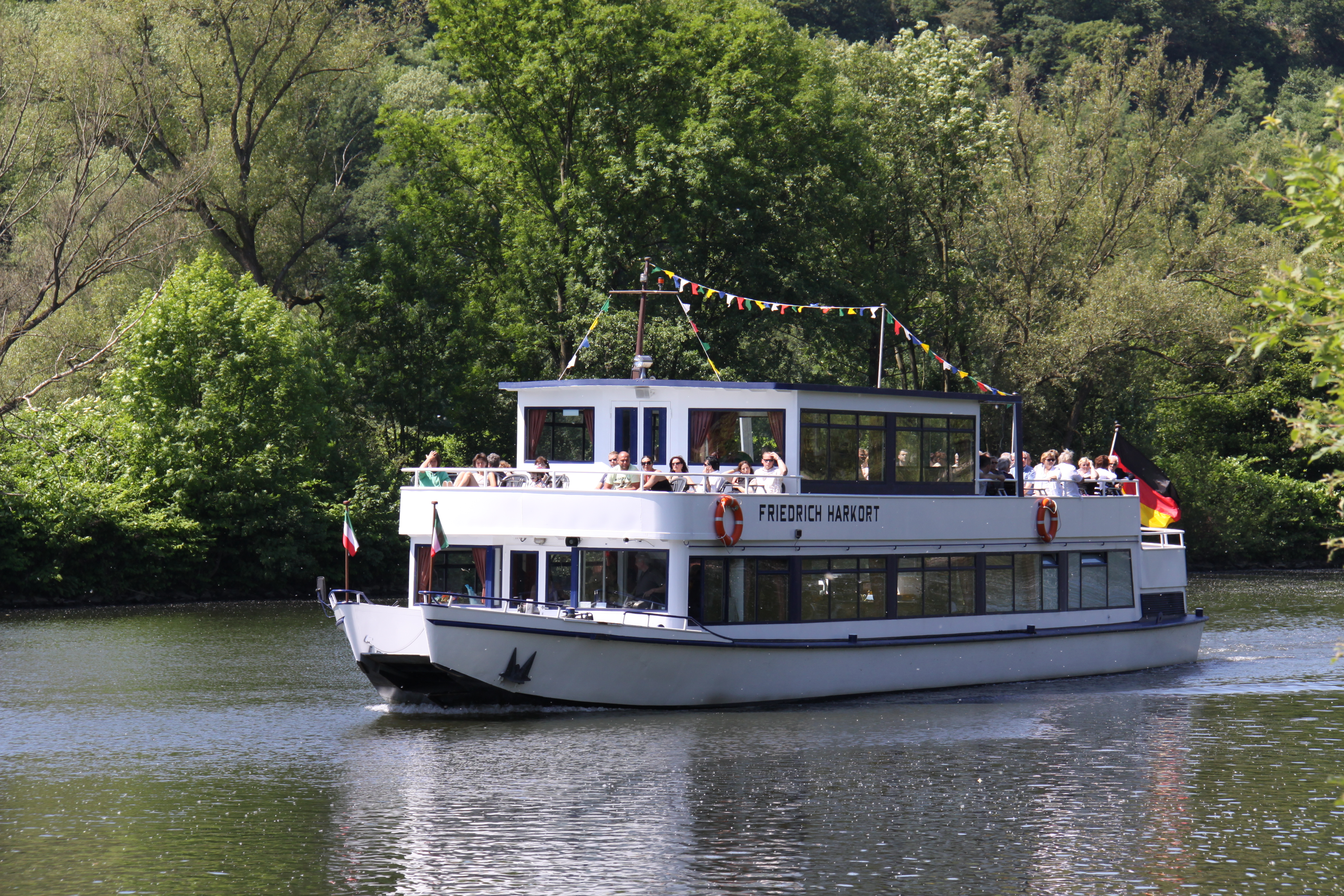
Friedrich Harkort, Harkortsee

An der Mündung der Ruhr in Ruhrort entwickelte sich aus den Duisburg-Ruhrorter Häfen der größte Binnenhafen Europas. Im Jahre 1927 wurde der Ruhrschiffahrtskanal gebaut, auf dem Schiffe des Formats Großes Rheinschiff die Ruhr 12,21 Kilometer hinauf den Rhein-Ruhr-Hafen in Mülheim anlaufen können. Der Ausbau als Bundeswasserstraße endet dort an der Schlossbrücke.
Von Mülheim bis Essen-Rellinghausen (Flusskilometer 41,40) ist die Ruhr als Landeswasserstraße für maschinengetriebene Fahrzeuge mit einem maximalen Tiefgang von 1,7 Metern, einer maximalen Länge von 38 Metern und einer maximalen Breite von 5,2 Metern befahrbar.

### Personenschifffahrt
Auf den fünf Ruhrstauseen, sowie in Witten und vom Baldeneysee bis Mülheim auch auf der Ruhr selbst, verkehren heute Fahrgastschiffe zur Naherholung. Außerdem besteht an der Herbeder Schleuse mit der Hardenstein eine Fährverbindung.
Betreiber sind zwischen Mülheim und dem Kettwiger See die Weiße Flotte Mülheim mit „Heimathafen“ am Wasserbahnhof, zwischen Kettwig und Kupferdreh die Weisse Flotte Baldeney, ein Tochterunternehmen der Stadt Essen, mit Heimathafen am Haus Scheppen, auf dem Kemnader See (Kemnade) und dem Harkortsee (Friedrich Harkort) die Personenschifffahrt Meyer, zwischen Kemnader See und Witten die Stadtwerke Witten (Schwalbe II) und auf dem Hengsteysee die Personenschifffahrt Hengsteysee (Freiherr vom Stein).
Dem Wunsch der Initiative Das Ruhrtal nach mehr Anlegestellen treten die Natur- und Umweltschutzverbände mit dem Hinweis auf stille Erholung und dem Schutz bedrohter Tier- und Pflanzenarten entgegen.

### Wassersport
Auf dem Fluss prägen Ruderer und Kanuten das Bild, auf den Seen auch Windsurfer und kleine Segelboote und Schiffe.
Wanderruderer können die Schleusen nicht nutzen. In Witten-Herbede (69,2 km), Kemnade (64,3 km), Bochum-Dahlhausen (49,9 km), Essen-Horst (47,4) km und Essen-Spillenburg (42,0 km) sind Bootsgassen vorhanden. Die meisten werden elektro-hydraulisch betrieben (außer Kemnade und Dahlhausen, da ohne Verschlussorgane) und sind daher im Winter außer Betrieb. Bei erhöhtem Pegelstand gibt es an einigen Stellen starke Querströmungen hinter den Wehren. Bei hohem Wasserstand sind einige Teile der Ruhr für die Befahrung gesperrt. Bei niedrigen Pegelständen sind Steine im Fluss an mehreren Stellen kritisch. Im Bereich des Baldeneysees ist ein Vogelschutzgebiet zu beachten.